# Plautylla
Plautylla (łac. Plautilla) – imię żeńskie, żeński odpowiednik imienia Plaut(us).
Plautylla imieniny obchodzi 12 maja.
- Plautylla – cesarzowa rzymska, małżonka Karakalli (202-205 n.e.)
- Istniało kilka świętych katolickich noszących to imię.